# Jérémie Makiese
Jérémie Makiese (født 15. juni 2000) er en Belgisk sanger og fodboldspiller. Han har repræsenteret Belgien ved Eurovision Song Contest 2022 i Torino med sangen "Miss You" og kom på en 19. plads i finalen. Jérémie Makiese vandt sæson 9 af det belgiske udgave af the Voice.